# 科馬里夫卡 (梅納區)
51°36′25″N 32°16′32″E / 51.60694°N 32.27556°E
科馬里夫卡（烏克蘭語：Комарівка），是烏克蘭北部的村莊，隸屬切爾尼希夫州的科留基夫卡區。該村面積0.4平方公里，海拔高度125米，2001年人口72，人口密度每平方公里180人。